# Dalheim (Luksemburg)
Dalheim (lb. Duelem) − miejscowość i gmina (gemeng / commune / Gemeinde) w południowym Luksemburgu, w kantonie Remich. Do 3 października 2015 gmina leżała w dystrykcie Grevenmacher. Siedziba administracyjna gminy znajduje się w miejscowości Dalheim. Liczy 2408 mieszkańców (1 stycznia 2023).  

## Podział administracyjny
Do gminy należą trzy miejscowości, w tym trzy (Uertschaft) oraz żaden lieu-dit: 
1. Dalheim (Duelem)
2. Filsdorf (Fëlschdref)
3. Welfrange (Welfreng / Welfringen)